# Маленькі гіганти
Маленькі гіганти — українське дитяче талант-шоу 2015 року на каналі 1+1, змагання дітей у командах, які матимуть зіркових тренерів.
Шоу буде створено за однойменним форматом Pequeños gigantes мексиканської компанії Televisa. До цього формат було адаптовано в Коста-Риці, Панамі, Еквадорі, Перу, Парагваї, Уругваї, Іспанії, Чилі та Португалії.
Кожна команда (всього 6 команд) складатиметься з чотирьох учасників: вокалістів, танцюристів і талантів оригінального жанру (розмовного, комедійного, пародисти, вундеркінди, діти-індиго, діти-екстрасенси тощо). Вік учасників — від 4 до 12 років. Переможцем проекту стане ціла команда.

## I сезон
Тренери: Ольга Фреймут, Ірма Вітовська, Надя Дорофєєва, Володимир Дантес, Володимир Горянський, Настя Каменських.
Журі: Юрій Горбунов, Наталя Могилевська, Олена Шоптенко.

### Півфінал
Виступають команди Ірми Вітовської, Володимира Дантеса та Володимира Горянського

### Фінал
Виступають команди Ірми Вітовської та Володимира Дантеса

### Гала-концерт
Найкращі в своїй категорії:
| Жанри             | Конкурсанти                        | Зірковий тренер      | Переможці                          |
| ----------------- | ---------------------------------- | -------------------- | ---------------------------------- |
| Вокалісти         | Олександр Подолян                  | Ірма Вітовська       | Олександр Подолян                  |
| Вокалісти         |                                    |                      | Олександр Подолян                  |
| Вокалісти         |                                    |                      | Олександр Подолян                  |
| Танцювальні пари  | Влад Михайленко та Лєра Цвіркунова | Володимир Дантес     | Влад Михайленко та Лєра Цвіркунова |
| Танцювальні пари  |                                    |                      | Влад Михайленко та Лєра Цвіркунова |
| Танцювальні пари  |                                    |                      | Влад Михайленко та Лєра Цвіркунова |
| Оригінальний жанр | Єва Коцюба                         | Володимир Горянський | Євген Лебедин                      |
| Оригінальний жанр | Марк Терентьєв                     | Ірма Вітовська       | Євген Лебедин                      |
| Оригінальний жанр | Євген Лебедин                      | Володимир Дантес     | Євген Лебедин                      |